# Microcharops townesi
Microcharops townesi là một loài tò vò trong họ Ichneumonidae.